# 전자종이

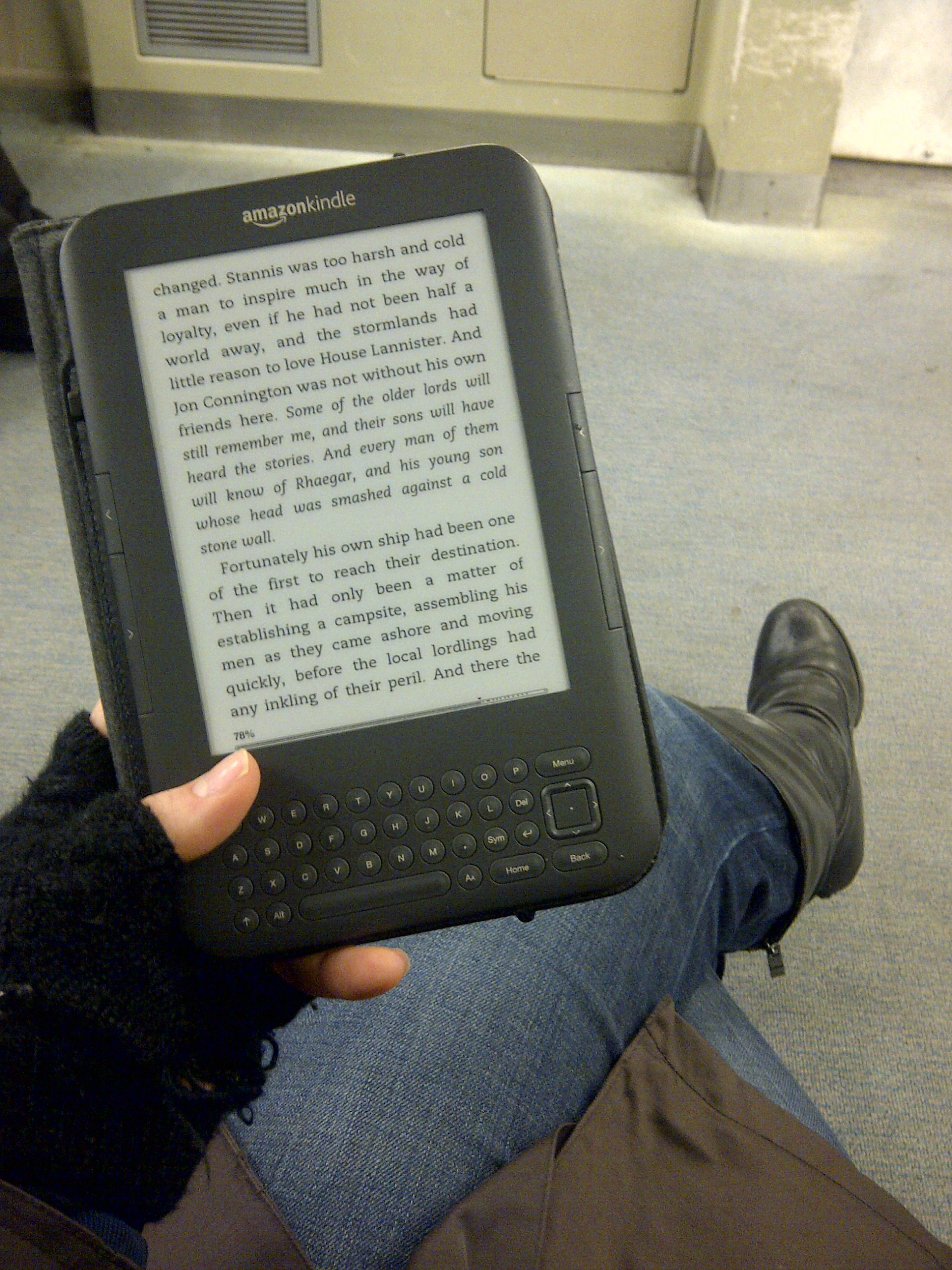
전자책 단말기를 포함한 많은 기기들은 종이책과 더욱 유사하게 보이기 위해 디스플레이에 전자종이를 활용한다. 아마존의 킨들 시리즈가 그 예시이다.

전자종이(電子 - , 영어: electronic paper) 또는 이페이퍼(영어: e-paper), 지능형 종이(intelligent paper)는 주변광을 반사하여 일반 종이에 잉크가 인쇄된 것처럼 보이는 디스플레이 장치이다. 이는 자체 발광에 추가적인 에너지가 필요한 기존의 평판 디스플레이와는 다르다. 이러한 특징으로 인해 전자종이는 읽기 편하고 대부분의 발광 디스플레이보다 넓은 시야각을 제공한다. 2008년 기준으로 전자 디스플레이의 명암비는 신문 수준에 근접하며, 새로 개발된 디스플레이는 이보다 약간 더 좋다. 이상적인 전자종이 디스플레이는 직사광선 아래에서도 이미지가 흐려지지 않고 읽을 수 있다.
관련 기술로는 자이리콘(Gyricon), 전기영동, 전기 습윤 현상, 간섭계, 플라즈모닉스 등이 있다.
많은 전자종이 기술은 전력 없이도 정적 텍스트와 이미지를 무기한으로 유지한다. 유연한 전자종이는 디스플레이 백플레인에 플라스틱 기판과 플렉서블 전자회로를 사용한다. 전자종이의 응용 분야로는 전자식 매대 표시기와 전자 광고판, 버스 정류장 시간표, 전자 광고판, 스마트폰 디스플레이, 그리고 책과 잡지의 디지털 버전을 표시할 수 있는 전자책 단말기 등이 있다.

## 기술

### 자이리콘
전자종이는 1970년대 닉 셰리던(Nick Sheridon)이 제록스의 팔로 알토 연구 센터에서 처음 개발했다. 자이리콘(Gyricon)이라고 불리는 최초의 전자종이는 지름 75~106 마이크로미터 크기의 폴리에틸렌 구체로 구성되었다. 각 구체는 한쪽은 음전하를 띠는 검은색 플라스틱으로, 다른 쪽은 양전하를 띠는 흰색 플라스틱으로 이루어진 야누스 입자이다(따라서 각 구슬은 쌍극자이다). 이 구체들은 투명한 실리콘 시트에 박혀 있으며, 각 구체는 오일 방울 속에 매달려 자유롭게 회전할 수 있다. 각 전극 쌍에 인가되는 전압의 극성은 흰색 또는 검은색 면이 위로 향할지 결정하여 픽셀에 흰색 또는 검은색의 모습을 부여한다.
이러한 유형의 전자종이의 장점은 전압이 끊어져도 내용이 유지된다는 것이다. FPD 2008 전시회에서 일본의 소켄(Soken)은 이 기술을 사용한 전자 벽지로 만든 벽을 시연했다. 2007년, 에스토니아 회사 Visitret Displays는 구체 재료로 폴리비닐리덴 플루오라이드(PVDF)를 사용하여 이 종류의 디스플레이를 개발하여 비디오 속도를 획기적으로 향상시키고 필요한 제어 전압을 낮췄다.

### 전기영동

픽셀의 외관

전기영동 디스플레이 (EPD)는 인가된 전기장을 사용하여 전하를 띤 안료 입자를 재배열함으로써 이미지를 형성한다.
가장 간단한 EPD 구현에서는 약 1 마이크로미터 직경의 이산화 타이타늄(티타니아) 입자가 탄화수소 오일에 분산된다. 어두운 색상의 염료와 함께 입자가 전하를 띠게 하는 계면활성제 및 전하제가 오일에 첨가된다. 이 혼합물은 10~100 마이크로미터 간격으로 분리된 두 개의 평행한 전도성 플레이트 사이에 배치된다. 두 플레이트 사이에 전압이 인가되면 입자는 입자의 전하와 반대되는 플레이트로 전기영동적으로 이동한다. 입자가 디스플레이의 전면(보는 면)에 위치하면, 고굴절 티타니아 입자에 의해 빛이 시청자에게 산란되기 때문에 흰색으로 보인다. 입자가 디스플레이의 후면에 위치하면, 빛이 착색된 염료에 흡수되기 때문에 어둡게 보인다. 후면 전극이 여러 개의 작은 화상 요소(화소)로 분할되면, 디스플레이의 각 영역에 적절한 전압을 인가하여 반사 및 흡수 영역의 패턴을 생성함으로써 이미지를 형성할 수 있다.
EPD는 일반적으로 MOSFET 기반 박막 트랜지스터(TFT) 기술을 사용하여 주소 지정된다. TFT는 EPD에서 고밀도 이미지를 형성하는 데 자주 사용된다.
TFT 기반 EPD의 일반적인 응용 분야는 전자책 단말기이다. 전기영동 디스플레이는 종이와 같은 외관과 낮은 전력 소비로 인해 전자종이 범주의 주요 예시로 간주된다. 상업용 전기영동 디스플레이의 예시로는 아마존 킨들, 반스 & 노블 눅, 소니 리더, 코보 (전자책 단말기), iRex iLiad 전자책 단말기에 사용되는 고해상도 액티브 매트릭스 디스플레이가 있다. 이 디스플레이는 E 잉크사에서 제조한 전기영동 이미징 필름으로 제작된다. 이 기술을 사용한 휴대폰은 모토로라 FONE이다.
전기영동 디스플레이 기술은 SiPix와 브리지스톤/델타(Delta)에서도 개발되었다. SiPix는 현재 E 잉크 코퍼레이션(E Ink Corporation)의 일부이다. SiPix 디자인은 E 잉크의 지름 0.04mm 마이크로캡슐 대신 유연한 0.15mm 마이크로컵(Microcup) 아키텍처를 사용한다. 브리지스톤 사의 첨단 소재 부문은 델타 옵토일렉트로닉스(Delta Optoelectronics Inc.)와 협력하여 퀵 응답 액체 파우더 디스플레이(Quick Response Liquid Powder Display) 기술을 개발했다.
전기영동 디스플레이는 기존 AM-LCD 제조 공장에서 유연한 플라스틱 디스플레이를 만들 수 있도록 필립스 리서치(Philips Research)가 개발한 레이저 방출 플라스틱 전자회로(EPLaR) 공정을 사용하여 제조할 수 있다.

#### 마이크로캡슐 전기영동 디스플레이

컬러 필터를 사용한 전기영동 디스플레이 개요

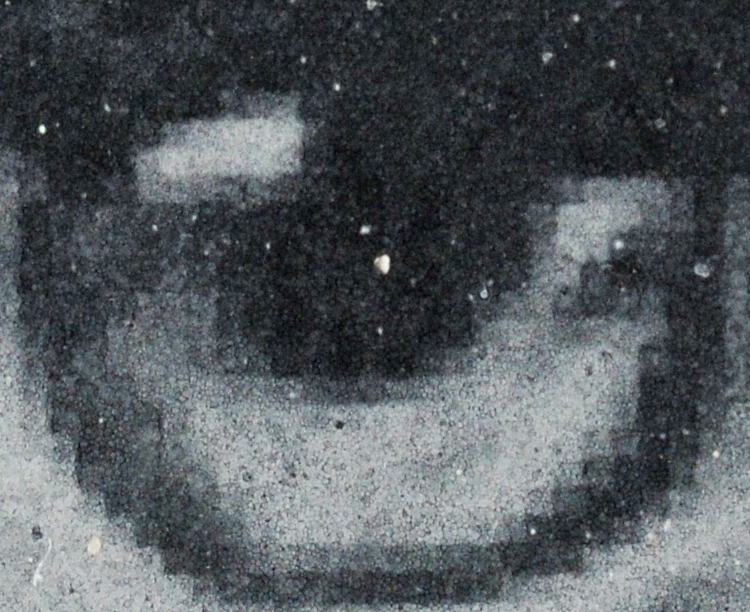
킨들 3 화면의 매크로 사진; 미세 캡슐이 [//upload.wikimedia.org/wikipedia/commons/5/54/Kindle_3_texture_%28crop%29.jpg 전체 크기]로 명확하게 보인다.

1990년대에는 MIT 학부생 팀이 마이크로캡슐 전기영동 디스플레이를 기반으로 한 또 다른 유형의 전자 잉크를 고안하고 시제품을 만들었으며, 이는 그들의 네이처 논문에 기술되어 있다. J.D. 앨버트(J.D. Albert), 배럿 코미스키, 조지프 제이콥슨(Joseph Jacobson), 제레미 루빈(Jeremy Rubin) 그리고 러스 윌콕스(Russ Wilcox)는 이 기술을 상업화하기 위해 1997년 E 잉크사를 공동 설립했다. E 잉크는 2년 후 필립스 컴포넌트(Philips Components)와 협력하여 이 기술을 개발하고 마케팅했다. 2005년, 필립스는 전자종이 사업과 관련 특허를 프라임 뷰 인터내셔널에 매각했다. 
"수년 동안 디스플레이 매체 연구자들은 종이의 전자적 아날로그인 유연하고 저비용 시스템을 만드는 것을 목표로 삼았다. 이러한 맥락에서 미립자 기반 디스플레이는 오랫동안 연구자들을 매료시켰다. 이러한 디스플레이에서 전환 가능한 명암은 고도로 산란하거나 흡수하는 미립자(크기 0.1–5 μm)의 전기영동 이동에 의해 달성되며, 이는 더 익숙한 액정 디스플레이의 동작을 지배하는 분자 규모의 특성과는 상당히 다르다. 미립자 기반 디스플레이는 본질적인 이중 안정성을 가지며, 매우 낮은 전력의 직류 전압 주소 지정 기능을 보이고 높은 명암비와 반사율을 보여준다. 이러한 특징은 거의 람베르트 반사 특성과 결합되어 '종이 위의 잉크'와 같은 모습을 만들어낸다. 그러나 지금까지 이러한 디스플레이는 짧은 수명과 제조의 어려움으로 고통받았다. 여기에서는 전기영동 분산액의 마이크로캡슐화를 기반으로 한 전기영동 잉크의 합성을 보고한다. 마이크로캡슐화된 전기영동 매체의 사용은 수명 문제를 해결하고 인쇄만으로 이중 안정성 전자 디스플레이의 제작을 가능하게 한다. 이 시스템은 전자종이의 실용적인 요구 사항을 충족할 수 있다."
이 기술은 유색 광물유에 부유하는 전하를 띤 흰색 입자로 채워진 아주 작은 마이크로캡슐을 사용했다. 초기 버전에서는 하부 회로가 흰색 입자가 캡슐의 상단에 있는지(시청자에게 흰색으로 보이도록) 또는 캡슐의 하단에 있는지(시청자에게 오일의 색상이 보이도록) 제어했다. 이는 본질적으로 잘 알려진 전기영동 디스플레이 기술의 재도입이었지만, 마이크로캡슐은 디스플레이를 유리 대신 유연한 플라스틱 시트에 만들 수 있게 했다.
전자종이의 초기 버전 중 하나는 각각 약 40 마이크로미터 크기의 매우 작은 투명 캡슐 시트로 구성된다. 각 캡슐에는 검은색 염료(전자 잉크)가 포함된 유성 용액이 들어 있으며, 그 안에 수많은 흰색 이산화 타이타늄 입자가 부유되어 있다. 입자는 약간 음전하를 띠며, 각각은 자연적으로 흰색이다.
화면은 액체 중합체 층에 마이크로캡슐을 담고 있으며, 두 개의 전극 배열 사이에 끼워져 있는데, 이 중 위쪽 배열은 투명하다. 두 배열은 시트를 화소로 나누기 위해 정렬되어 있으며, 각 픽셀은 시트 양쪽에 위치한 한 쌍의 전극에 해당한다. 시트는 보호를 위해 투명 플라스틱으로 코팅되어 전체 두께가 80마이크로미터, 즉 일반 종이의 두 배에 달한다.
전극 네트워크는 디스플레이 회로에 연결되어 특정 전극 쌍에 전압을 인가함으로써 특정 픽셀의 전자 잉크를 '켜고' '끈다'. 표면 전극에 음전하를 가하면 입자가 국부 캡슐의 바닥으로 밀려나 검은색 염료가 표면으로 올라와 픽셀이 검은색으로 변한다. 전압을 반전시키면 반대 효과가 발생한다. 이는 입자를 표면으로 밀어 올려 픽셀이 흰색으로 변한다. 이 개념의 최근 구현에서는 마이크로캡슐 아래에 단 하나의 전극층만 필요하다. 이들은 상업적으로 능동 매트릭스 전기영동 디스플레이(AMEPD)로 불린다.

### 반사형 LCD
이 기술은 일반적인 액정 디스플레이와 유사하며, 백라이트 패널이 반사 표면으로 대체된다.
유사한 기술은 백라이트 제어를 소프트웨어 또는 하드웨어로 비활성화하여 백라이트 LCD에서도 구현할 수 있다.

### 전기 습윤 현상
전기 습윤 디스플레이 (EWD)는 인가된 전압으로 물/오일 계면의 형태를 제어하는 방식에 기반한다. 전압이 인가되지 않으면 (색깔 있는) 오일이 물과 전극의 소수성(발수성) 절연 코팅 사이에 평평한 필름을 형성하여 색깔 있는 픽셀이 된다. 전극과 물 사이에 전압이 인가되면 물과 코팅 사이의 계면 장력이 변한다. 결과적으로 쌓인 상태가 더 이상 안정적이지 않아 물이 오일을 밀어낸다. 이것은 부분적으로 투명한 픽셀을 만들거나, 전환 가능한 요소 아래에 반사성 흰색 표면이 있으면 흰색 픽셀을 만든다. 픽셀 크기가 작기 때문에 사용자는 평균 반사율만 경험하여 고휘도, 고대비의 전환 가능한 요소를 제공한다.
전기 습윤 현상을 기반으로 한 디스플레이는 몇 가지 매력적인 기능을 제공한다. 흰색과 유색 반사 간의 전환은 비디오 콘텐츠를 표시하기에 충분히 빠르다. 이는 저전력, 저전압 기술이며, 이 효과를 기반으로 한 디스플레이는 평평하고 얇게 만들 수 있다. 반사율과 명암비는 다른 반사형 디스플레이 유형보다 우수하거나 동등하며 종이의 시각적 품질에 근접한다. 또한, 이 기술은 고휘도 풀컬러 디스플레이를 향한 독특한 경로를 제공하여 반사형 LCD보다 4배 밝고 다른 신흥 기술보다 2배 밝은 디스플레이를 구현한다. 빨간색, 녹색, 파란색(RGB) 필터를 사용하거나 세 가지 기본 색상의 세그먼트를 교대로 사용하여 원하는 색상으로 빛을 반사하는 디스플레이 영역이 실질적으로 3분의 1에 불과한 것과 달리, 전기 습윤 현상은 하나의 서브픽셀이 두 가지 다른 색상을 독립적으로 전환할 수 있는 시스템을 허용한다.
그 결과 디스플레이 영역의 3분의 2가 원하는 색상의 빛을 반사하는 데 사용될 수 있다. 이는 두 개의 독립적으로 제어 가능한 유색 오일 필름과 컬러 필터를 겹쳐 픽셀을 구성함으로써 달성된다.
색상은 CMYK이며, 이는 잉크젯 프린터에서 사용되는 원리와 유사한 감산 시스템이다. LCD와 비교하여 편광판이 필요 없어 명도가 향상된다.

#### 전기유체 디스플레이
전기유체 디스플레이는 작은 저장소 안에 수성 안료 분산액을 배치하는 전기 습윤 디스플레이의 변형이다. 이 저장소는 가시 픽셀 영역의 5~10% 미만을 차지하므로 안료는 거의 보이지 않는다. 전압은 안료를 저장소 밖으로 전기기계적으로 끌어내어 시청 기판 바로 뒤에 필름으로 퍼뜨리는 데 사용된다. 그 결과 디스플레이는 종이에 인쇄된 일반 안료와 유사한 색상과 밝기를 띠게 된다. 전압이 제거되면 액체 표면 장력으로 인해 안료 분산액이 빠르게 저장소로 되감긴다. 이 기술은 전자종이의 흰색 상태 반사율을 85% 이상으로 높일 수 있는 잠재력이 있다.
이 핵심 기술은 신시내티 대학교의 Novel Devices Laboratory에서 발명되었으며, 선 케미컬(Sun Chemical), 폴리머 비전(Polymer Vision), 감마 다이내믹스(Gamma Dynamics)와의 협력을 통해 작동하는 시제품이 개발되었다.
이 기술은 명도, 색 포화도, 응답 시간과 같은 핵심 측면에서 넓은 여유를 가진다.
광학 활성층의 두께가 15 마이크로미터 미만이 될 수 있으므로, 말 수 있는 디스플레이의 잠재력이 크다.

### 간섭 변조기 (미라솔)
반사된 빛의 간섭을 통해 다양한 색상을 생성할 수 있는 전자시각표시장치에 사용되는 기술이다. 색상은 액정 디스플레이 (LCD)를 구동하는 데 사용되는 것과 유사한 드라이버 회로 집적회로를 사용하여 켜고 끄는 미세 공동으로 구성된 전기적으로 스위치되는 광 변조기를 통해 선택된다.

### 플라즈모닉 전자 디스플레이
도전성 고분자를 가진 플라즈모닉 나노구조도 전자종이의 한 종류로 제안되었다. 이 재료는 두 부분으로 나뉜다. 첫 번째 부분은 나노 크기의 구멍을 포함하여 수십 나노미터 두께의 금속-절연체-금속 필름으로 만들어진 고반사 메타표면이다. 이 메타표면은 절연체의 두께에 따라 다른 색상을 반사할 수 있다. 표준 RGB 색상 스키마를 풀컬러 디스플레이의 픽셀로 사용할 수 있다. 두 번째 부분은 전기화학적 전위로 광 흡수를 제어할 수 있는 고분자이다. 플라즈모닉 메타표면에 고분자를 성장시킨 후, 메타표면의 반사는 인가된 전압에 의해 변조될 수 있다. 이 기술은 넓은 색상 범위, 높은 편광 독립적 반사율(>50%), 강한 명암비(>30%), 빠른 응답 시간(수백 ms), 그리고 장기 안정성을 보여준다. 또한, 초저전력 소비(< 0.5 mW/cm2)와 고해상도(>10000 dpi) 잠재력을 가지고 있다. 초박형 메타표면은 유연하고 고분자는 부드럽기 때문에 전체 시스템을 구부릴 수 있다. 이 기술의 바람직한 미래 개선 사항에는 이중 안정성, 저렴한 재료 및 TFT 배열 구현이 포함된다.

### 기타 기술
전자종이에 대한 다른 연구 노력은 플렉서블 기판에 내장된 유기 트랜지스터를 사용하는 것을 포함하며, 심지어 기존 종이에 내장하려는 시도도 있었다.
간단한 컬러 전자종이는 위에서 설명한 흑백 기술에 얇은 컬러 광학 필터를 추가한 것이다. 픽셀 배열은 일반적으로 표준 시안, 마젠타, 노란색으로 구성된 트라이어드로 나뉘는데, 이는 CRT 모니터와 동일한 방식이다(다만 가산 원색이 아닌 감산 원색을 사용한다). 그런 다음 디스플레이는 다른 전자 컬러 디스플레이와 마찬가지로 제어된다.

## 역사
E 잉크 홀딩스(E Ink Holdings Inc.)의 E 잉크 사는 처음으로 상업화된 제품에 사용될 컬러 E 잉크 디스플레이를 출시했다. 2012년에 출시된 Ectaco jetBook Color는 E 잉크의 Triton 디스플레이 기술을 사용한 최초의 컬러 전자 잉크 기기였다. E Ink는 2015년 초에 Prism이라는 또 다른 컬러 전자 잉크 기술을 발표했다. 이 새로운 기술은 전자책 단말기에 사용될 수 있는 색상 변경 필름이지만, Prism은 "벽, 천장 패널 또는 전체 방을 즉시" 변환할 수 있는 건축 디자인에 통합될 수 있는 필름으로도 마케팅된다. 이러한 현재 컬러 디스플레이의 단점은 표준 E 잉크 디스플레이보다 상당히 비싸다는 것이다. jetBook Color는 아마존 킨들과 같은 다른 인기 전자책 단말기보다 대략 9배 더 비싸다. 2015년 1월 현재, Prism은 어떠한 전자책 단말기에도 사용될 계획이 발표되지 않았다.

## 응용 분야

시계의 전자종이 디스플레이가 잔상을 제거하기 위해 새로고침된다.

몇몇 기업들이 전자종이와 잉크를 동시에 개발하고 있다. 각 기업이 사용하는 기술은 동일한 기능을 많이 제공하지만, 각각 고유한 기술적 장점을 가지고 있다. 모든 전자종이 기술은 다음과 같은 일반적인 과제에 직면해 있다.
- 캡슐화 방법
- 캡슐화를 채울 잉크 또는 활성 물질
- 잉크를 활성화하는 전자 장치

전자 잉크는 유연하거나 단단한 재료에 적용할 수 있다. 유연한 디스플레이의 경우, 기판은 극도로 얇은 플라스틱과 같이 상당한 마모를 견딜 만큼 견고한 얇고 유연한 재료가 필요하다. 잉크가 캡슐화되어 기판에 적용되는 방식이 각 기업을 구별하는 요소이다. 이러한 공정은 복잡하며 철저히 보호되는 업계 비밀이다. 그럼에도 불구하고, 전자종이 제조는 LCD보다 복잡하지 않고 비용도 적게 든다.
전자종이에는 여러 가지 접근 방식이 있으며, 많은 기업이 이 분야에서 기술을 개발하고 있다. 전자종이에 적용되는 다른 기술로는 액정 디스플레이의 변형, 전기 변색 디스플레이, 그리고 규슈 대학의 에치 어 스케치의 전자적 등가물이 있다. 전자종이의 장점으로는 낮은 전력 사용량(디스플레이가 업데이트될 때만 전력이 소모됨), 유연성, 대부분의 디스플레이보다 향상된 가독성이 있다. 전자 잉크는 벽, 광고판, 제품 라벨, 티셔츠 등 어떤 표면에도 인쇄할 수 있다. 잉크의 유연성은 전자 기기용 말 수 있는 디스플레이 개발도 가능하게 할 것이다.

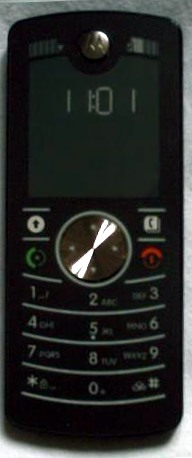
모토로라 F3는 LCD 대신 전자종이 디스플레이를 사용한다.

### 손목시계
2005년 12월, 세이코홀딩스는 최초의 전자 잉크 기반 시계인 Spectrum SVRD001 손목시계를 출시했는데, 이 시계는 유연한 전기영동 디스플레이를 특징으로 한다. 2010년 3월에는 세이코가 이 유명한 전자 잉크 시계의 2세대 모델을 능동 매트릭스 디스플레이와 함께 출시했다. 페블 스마트워치 (2013)는 전자종이 디스플레이로 샤프에서 제조한 저전력 메모리 액정 디스플레이를 사용한다.
2019년에 파슬 그룹은 하이브리드 스마트워치인 Hybrid HR을 출시했으며, 이는 상시 켜져 있는 전자 잉크 디스플레이와 물리적인 시계 바늘 및 다이얼을 통합하여 전통적인 아날로그 시계의 모습을 모방했다.

### 전자책 단말기

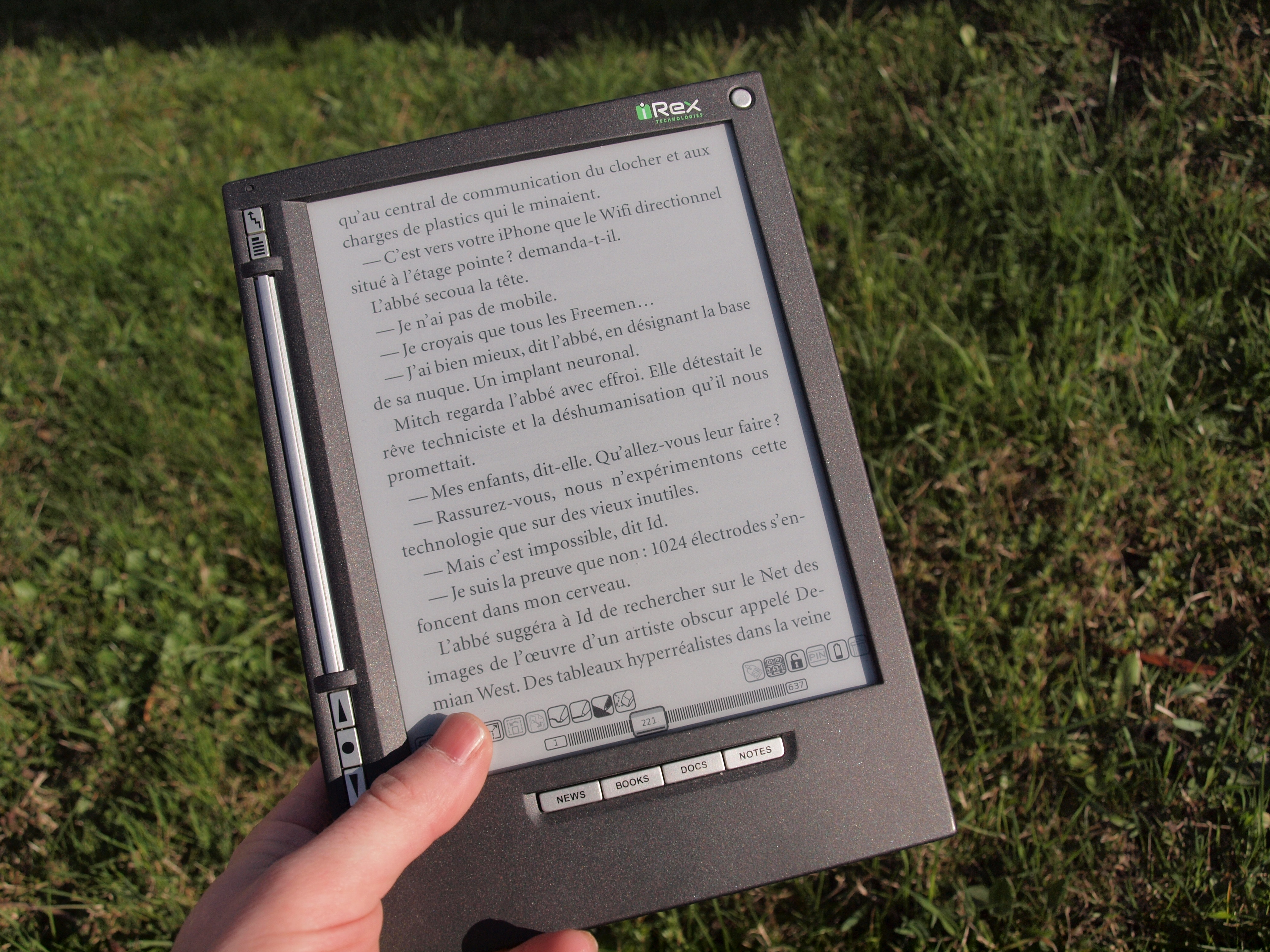
햇빛 아래서도 잘 보이는 전자종이 디스플레이가 장착된 iLiad 전자책 단말기

2004년 소니는 Librié를 일본에 출시했는데, 이는 전자종이 E Ink 디스플레이를 탑재한 최초의 전자책 단말기였다. 2006년 9월, 소니는 미국에 PRS-500 소니 리더 전자책 단말기를 출시했다. 2007년 10월 2일, 소니는 리더의 업데이트 버전인 PRS-505를 발표했다. 2008년 11월, 소니는 백라이트와 터치스크린이 통합된 PRS-700BC를 출시했다.
2007년 후반, 아마존은 전자종이 디스플레이를 탑재한 전자책 단말기인 아마존 킨들을 생산 및 마케팅하기 시작했다. 2009년 2월, 아마존은 킨들 2를 출시했고 2009년 5월에는 더 큰 킨들 DX를 발표했다. 2010년 7월에는 디자인에 주목할 만한 변화가 있는 3세대 킨들이 발표되었다. 킨들의 4세대 모델인 터치는 2011년 9월에 발표되었는데, 이는 킨들이 키보드와 페이지 넘김 버튼 대신 터치스크린을 채택한 첫 번째 변화였다. 2012년 9월, 아마존은 LED 프론트라이트와 더 높은 명암비 디스플레이를 통합한 5세대 킨들인 페이퍼화이트(Paperwhite)를 발표했다.
2009년, 반스 & 노블은 안드로이드 운영체제를 실행하는 반스 & 노블 눅을 출시했다. 다른 전자책 단말기와 달리 교체 가능한 배터리와 메인 전자종이 화면 아래에 별도의 터치스크린 컬러 LCD를 가지고 있다.
2017년, 소니와 리마커블 (기업)은 스마트 첨필로 필기할 수 있도록 맞춤 제작된 전자책을 제공했다.

### 휴대폰
모토로라의 저가형 휴대폰인 모토로라 F3는 영숫자 흑백 전기영동 디스플레이를 사용한다.
삼성 앨리어스 2 휴대폰은 E Ink의 전자 잉크를 키패드에 통합하여 키패드가 다른 디스플레이 모드에서 문자 세트와 방향을 변경할 수 있도록 한다.

### 스마트폰
2012년 12월 12일, 요타 디바이시스는 최초의 "요타폰" 시제품을 발표했으며, 이후 2013년 12월에 출시된 독특한 이중 디스플레이 스마트폰이다. 앞면에는 4.3인치 HD LCD가, 뒷면에는 전자 잉크 디스플레이가 있다.
2020년 5월과 6월, 하이센스는 안드로이드 9 및 안드로이드 10을 실행하는 토글 가능한 전면 조명과 단일 컬러 디스플레이를 갖춘 최초의 컬러 전자 잉크 스마트폰인 Hisense A5c와 A5 pro cc를 출시했다.

### 컴퓨터 모니터
전자종이는 13.3인치 다성 페이퍼라이크(Dasung Paperlike) 3 HD 및 25.3인치 페이퍼라이크 253과 같은 컴퓨터 모니터에 사용된다.

### 노트북
일부 노트북은 레노버 ThinkBook Plus처럼 전자종이를 보조 화면으로 사용한다.
다른 일반 노트북은 백라이트가 없는 반사형 LCD 패널을 사용한다.
또한, 주분투나 칼리 리눅스와 같은 일부 운영체제는 내부 모니터의 백라이트 LCD 밝기를 0%로 조절하는 기능을 제공하며, 이때 액정은 계속 작동하여 디스플레이가 종이처럼 주변광으로 밝혀진다.

### 태블릿
2020년, 오닉스는 최초의 전면 조명 13.3인치 전자종이 안드로이드 태블릿인 Boox Max Lumi를 출시했다. 같은 해 말, 빅미(Bigme)는 최초의 10.3인치 컬러 전자종이 안드로이드 태블릿인 Bigme B1 Pro를 출시했다. 이는 4G 셀룰러 데이터를 지원하는 최초의 대형 전자종이 태블릿이기도 했다.

### 신문
2006년 2월, 플란데런 일간지 데 타이드(De Tijd)는 제한된 마케팅 연구에서 일부 구독자에게 iRex iLiad의 사전 출시 버전을 사용하여 신문의 전자 버전을 배포했다. 이는 신문 발행에 전자 잉크를 적용한 최초의 기록된 사례였다.
프랑스어 일간지 레제코는 2007년 9월 구독 기반의 전자 신문 공식 출시를 발표했다. 1년 구독과 리더기 장치를 결합한 두 가지 제안이 가능했다. 이 제안에는 가벼운 (176g) 리더기 (Ganaxa에서 Les Echos에 맞게 개조) 또는 iRex iLiad가 포함되었다. 일간지의 가독성 정보를 제공하기 위해 두 가지 다른 처리 플랫폼이 사용되었는데, 하나는 Ganaxa에서 새로 개발한 GPP 전자 잉크 플랫폼을 기반으로 했고, 다른 하나는 Les Echos에서 자체 개발했다.

### 스마트카드 내장 디스플레이
유연한 디스플레이 카드를 통해 금융 결제 카드 소지자는 일회용 비밀번호를 생성하여 온라인 뱅킹 및 거래 사기를 줄일 수 있다. 전자종이는 데이터 보안을 위한 기존 키 폽 토큰에 비해 평평하고 얇은 대안을 제공한다. 세계 최초의 ISO 규격 스마트카드 내장 디스플레이는 2005년 혁신 카드 기술(Innovative Card Technologies)과 nCryptone이 개발했다. 이 카드들은 Nagra ID에서 제조했다.

### 상태 디스플레이

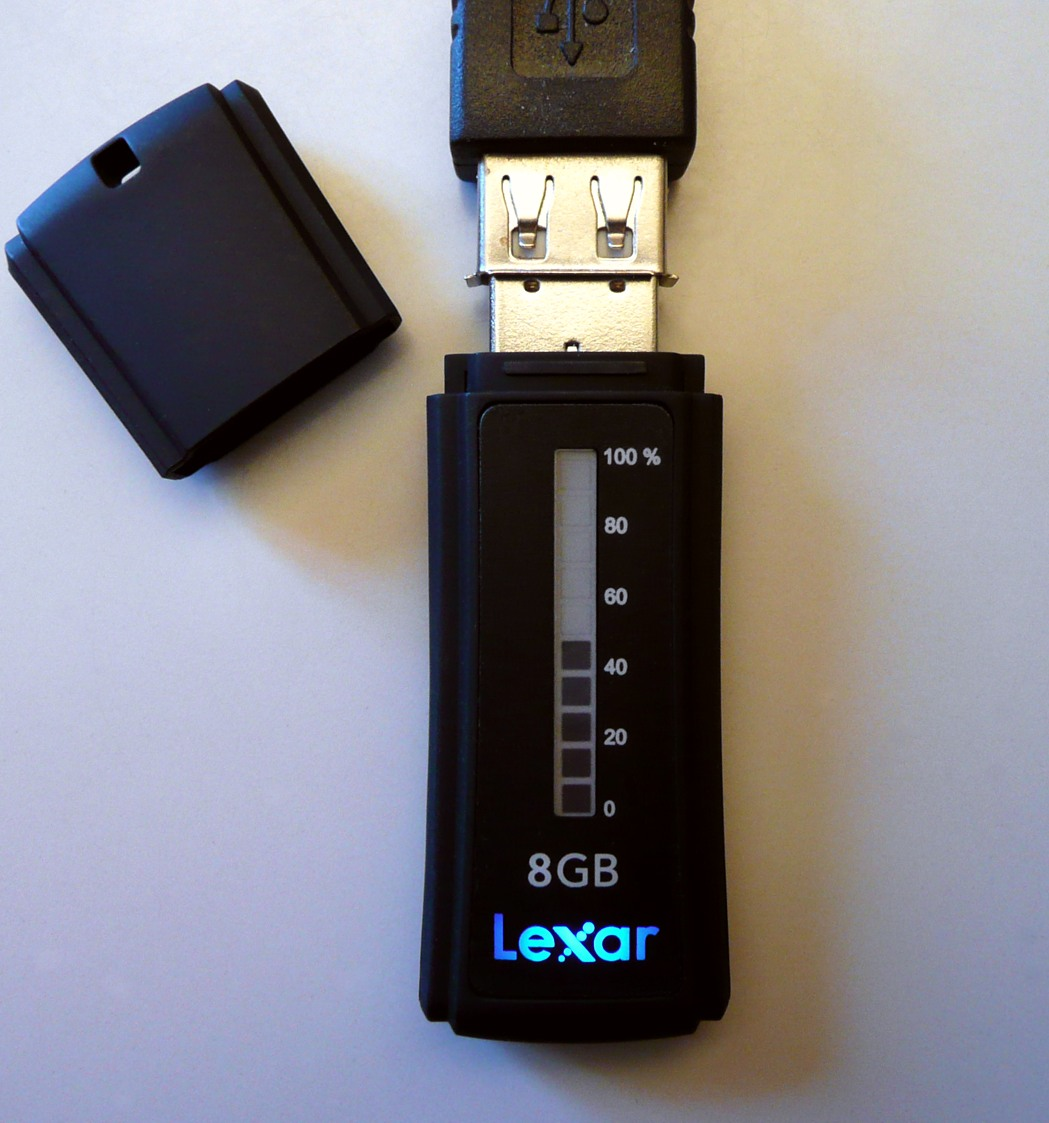
사용 가능한 플래시 메모리 용량을 표시하는 E Ink가 적용된 USB 플래시 드라이브

USB 플래시 드라이브와 같은 일부 장치는 전자종이를 사용하여 사용 가능한 저장 공간과 같은 상태 정보를 표시한다. 전자종이의 이미지가 설정되면 유지하는 데 전력이 필요하지 않으므로, 플래시 드라이브가 연결되어 있지 않을 때도 판독값을 볼 수 있다.

### 전자식 매대 표시기
전자종이 기반의 전자식 매대 표시기(ESL)는 소매점에서 상품 가격을 디지털로 표시하는 데 사용된다. 전자종이 기반 라벨은 양방향 적외선 또는 라디오 기술을 통해 업데이트되며 충전식 코인 셀로 전력을 공급받는다.
일부 변형은 LCD와 유사하지만 이미지를 유지하는 데 전력이 필요 없는 ZBD(zenithal bistable display)를 사용한다.

### 대중교통 시간표

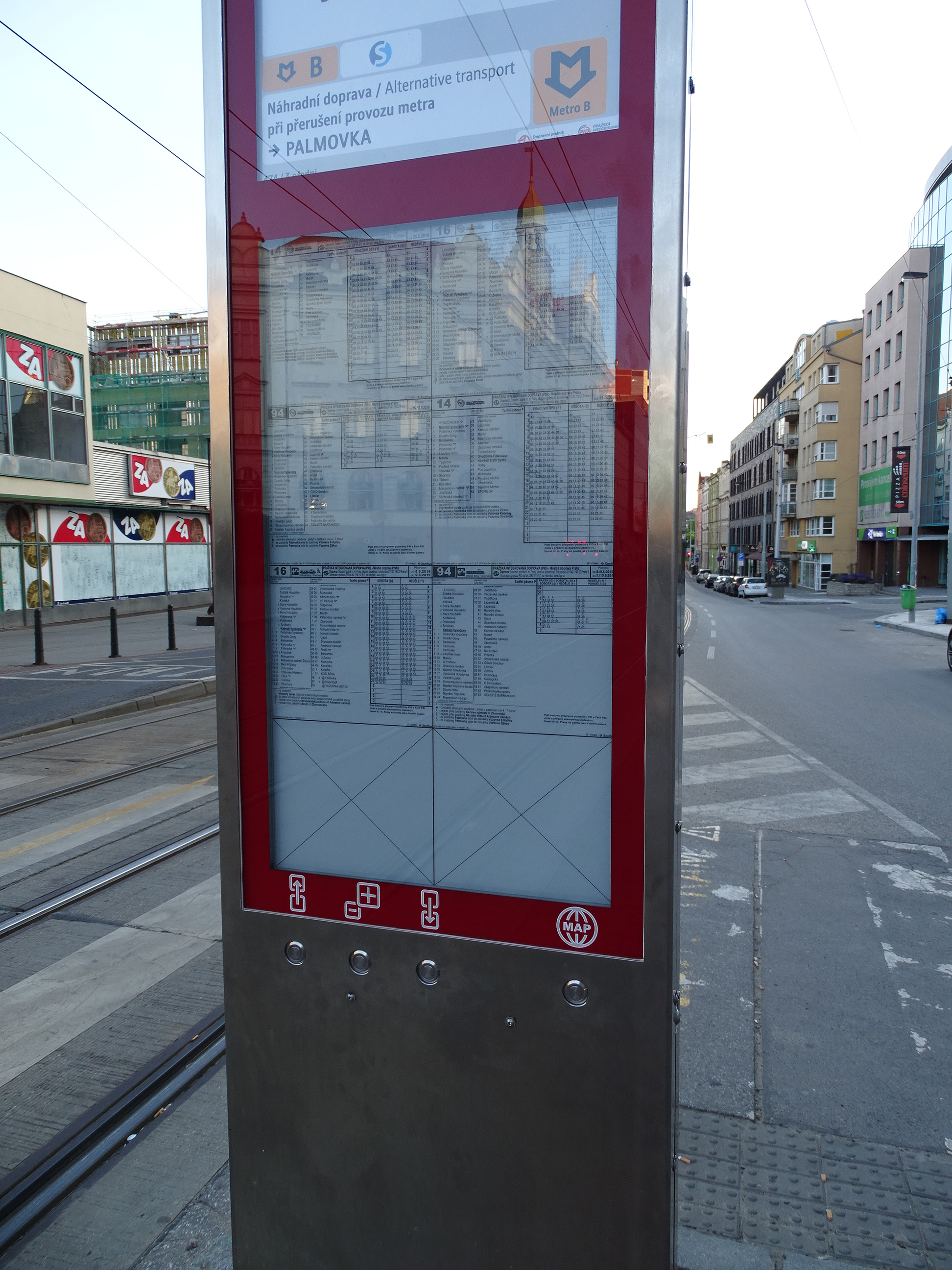
전자종이로 된 트램 시간표. 프라하, 2019년 5월 시제품.

버스 또는 트램 정류장의 전자종이 디스플레이는 원격으로 업데이트할 수 있다. LED 또는 액정 디스플레이 (LCD)와 비교하여 에너지 소비가 적고 전원 오류 시에도 텍스트 또는 그래픽이 계속 표시된다. LCD와 비교하여 햇빛 아래에서도 쉽게 볼 수 있다.

### 디지털 사이니지
에너지 절약 특성 때문에 전자종이는 디지털 사이니지 응용 분야에 적합한 기술임이 입증되었다.

### 전자 태그
일반적으로 전자종이 전자 태그는 E-잉크 기술과 근거리 무선 통신 (NFC) 또는 UHF와 같은 무선 인터페이스를 통합한다. 이들은 주로 직원 ID 카드 또는 제조 변경 사항 및 상태를 추적하는 생산 라벨로 사용된다. 전자종이 태그는 특히 재사용 가능한 상자의 경우 배송 라벨로도 점점 더 많이 사용되고 있다.
일부 전자종이 태그 제조업체에서 제공하는 흥미로운 기능은 무배터리 설계이다. 이는 디스플레이 콘텐츠 업데이트에 필요한 전력이 무선으로 공급되며 모듈 자체에는 배터리가 포함되어 있지 않음을 의미한다.

### 기타
제안된 다른 응용 분야로는 의류, 디지털 액자, 정보 게시판, 키보드 등이 있다. 동적으로 변경 가능한 키가 있는 키보드는 소수 언어, 드보락 자판과 같은 비표준 키보드 배열, 또는 비디오 편집이나 게임과 같은 특수 비알파벳 응용 분야에 유용하다.
리마커블 (기업)은 읽기와 필기를 위한 작가용 태블릿이다.

## 같이 보기
- 전자책
- 임베디드 컨트롤러
- 플렉서블 디스플레이
- 플렉서블 전자회로
- 하드웨어 온 탑 (HAT)
- 디스플레이 기술의 역사
- 핀홀 안경
- 라즈베리 파이/아두이노
- 직렬 주변기기 인터페이스 버스

## 더 읽어보기
- Yang, Bo-Ru, 편집. (2022년 9월 6일). 《E-Paper Displays》. Wiley. doi:10.1002/9781119745624. ISBN 978-1-119-74558-7. S2CID 251704239.
- Electric paper, New Scientist, 2003
- E-paper may offer video images, New Scientist, 2003
- Paper comes alive New Scientist, 2003
- Most flexible electronic paper yet revealed, New Scientist, 2004
- Roll-up digital displays move closer to market New Scientist, 2005